# Nuclear Physics (revistă)
Nuclear Physics este o revistă științifică bazată pe peer review publicată începând din 1956 de North-Holland Publishing și preluată în 1970 de Elsevier. În anul 1967 s-a scindat în Nuclear Physics A și Nuclear Physics B. Începând din 1987 este publicat suplimentul Nuclear Physics B – Proceedings Supplements; începând din 2015 acesta apare sub titlul Nuclear and Particle Physics Proceedings.
- Nuclear Physics: articole de fizică nucleară și fizica particulelor elementare.
- Nuclear Physics A: articole despre fizica nucleară, fizica hadronilor și astrofizică nucleară.
- Nuclear Physics B: articole despre fizica particulelor elementare și teoria cuantică a câmpurilor, ca și articole referitoare la domenii conexe: metode matematice, fizică statistică, gravitație, cosmologie.
- Nuclear Physics B – Proceedings Supplements: lucrările congreselor științifice importante din domeniile menționate.
- Nuclear and Particle Physics Proceedings: lucrările congreselor importante despre fizica nucleară și fizica energiilor înalte.